# Vampires Everywhere!
Vampires Everywhere! est un groupe américain de metalcore, originaire de Los Angeles, en Californie. La dernière formation se composait du chanteur Michael Vampire et des guitaristes Matti Hoffman et Grey Soto. En 2021, le chanteur Michael Vampire reforme le groupe, et le groupe signe avec Cleopatra Records, sortant Witch, un single de leur deuxième EP, The Awakening, sorti en octobre 2021.

## Histoire

### Débuts (2009–2010)
Vampires Everywhere! est formé en 2009 par Michael Orlando (alias Michael Vampire). Le nom du groupe est tiré du film Génération perdue. Vampires Everywhere! est une bande dessinée du film qui explique les règles des vampires et comment les tuer.
Le 9 février 2010, Vampires Everywhere! sort son premier EP, Lost in the Shadows. Le premier single et le clip vidéo, Immortal Love, sortent en exclusivité sur PureVolume le 18 janvier 2010. En collaboration avec le réalisateur Scott Hanson, qui a travaillé avec A Day to Remember, Carnifex, A Skylit Drive et Alesana, Vampires Everywhere! produit un clip pour leur chanson Immortal Love qui est diffusé sur MTV2 (Headbangers Ball), Heavy Rotation et Fuse On-Demand,.
Le groupe tourne aux États-Unis et au Canada avec des groupes tels que Escape the Fate, Brokencyde, Black Veil Brides, Eyes Set to Kill, Get Scared, Dr. Acula, Aiden, Alesana, Honor Bright, Our Last Night, Polkadot Cadaver et  Modern Day Escape. Ils partagent la scène avec X Japan et Murderdolls en première partie. Ils jouent au SXSW 2010 avec D.R.U.G.S., VersaEmerge et Black Veil Brides à Austin, au Texas.
Leur single Undead Heart sort le 29 novembre 2010.

### Premiers albums et séparation (2011–2013)
Le premier album Kiss the Sun Goodbye sort le 17 mai 2011, et est distribué dans le monde entier par Hollywood Waste Records. Wil Francis (Aiden, William Control) est invité à chanter dans la chanson Bleeding Rain. La version deluxe comprend 3 titres bonus. Leur deuxième clip vidéo est réalisé par Fred Archambault, qui a travaillé avec Avenged Sevenfold et Deftones. L'album se classe à la 19e place du Billboard Top Hard Rock Albums, et à la 43e place du Top Independent Albums (Billboard). Depuis, Alex Rouge et David Darko quittent le groupe pour former leur propre groupe, The Automatic Me. En août 2011, Vampires Everywhere! joue au Sunset Strip Music Festival. Le groupe reprend la chanson Teenage Dream de Katy Perry. À l'automne 2011, ils jouent sur le Something Wicked This Way Comes Tour avec Wednesday 13, Polkadot Cadaver et Nightmare Sonata. En décembre 2011, ils annoncent sortir un nouvel album en 2012.
Le 25 avril 2012, le bassiste Philip Kross quitte le groupe, à l'amiable, pour poursuivre d'autres projets. Le lendemain, Vampires Everywhere ! annonce qu'Adam Vex le remplacera temporairement pendant la tournée.
Leur deuxième album, Hellbound and Heartless, sort le 19 juin 2012, présentant un changement radical de style, passant du metalcore et du rock gothique au metal industriel, avec des influences de shock rock et de metal industriel comme Ministry et Marilyn Manson. Le groupe joue l'intégralité du Summer Vans Warped Tour pour soutenir l'album. En octobre 2012, le groupe prend la route avec Alesana, In Fear and Faith, et Glamour of the Kill, puis rejoint Orgy et Davey Suicide sur la tournée Wide Awake and Dead tout au long du mois de mars 2013.
En novembre 2013, Michael publie une déclaration, annonçant que Vampires Everywhere! avait été dissous, et que les membres sortiraient plutôt de nouveaux morceaux sous le nom de The Killing Lights. Ils sortent une nouvelle chanson, Don't Turn Around, quelques jours plus tard,.

### Premier retour et seconde rupture (2015–2016)
Le 11 février 2015, The Killing Lights redevient Vampires Everywhere! et, peu après, annonce l'enregistrement d'un nouvel album en deux sessions, la première devant débuter en mars, la seconde en avril, à Salt Lake City. Le 30 novembre 2015, le groupe participe au Bat2Bat Tour avec Consider Me Dead et Set to Stun. Immédiatement après la fin de la tournée, ils sortent la chanson Black Betty, tirée du nouvel album, Ritual, dont la date de sortie est fixée au début de l'année 2016.
Le 19 janvier 2016, ils sortent le premier single officiel du nouvel album, une reprise de Take Me to Church, avec Alex Koehler de Chelsea Grin. Ritual sort finalement le 18 mars 2016, et est soutenu par une courte tournée en tête d'affiche, avant qu'ils ne rejoignent Filter, Orgy, et Death Valley High sur leur tournée Make America Hate Again. En novembre 2016, Vampires Everywhere! se sépare à nouveau et Michael Vampire monte un nouveau groupe appelé Dead Girls Academy.

### Deuxième retour (depuis 2021)
En mars 2021, Michael Vampire annonce que Vampires Everywhere fera un second retour et donne le premier concert au Summit Music Fest. En juillet de la même année, le groupe sort son single de retour Witch, annonce la sortie de leur prochain EP The Awakening, et la signature avec Cleopatra Records ainsi qu'une tournée américaine tout au long du mois d'octobre avec Assuming We Survive et The Bunny the Bear.

## Discographie

### Albums studio
- 2011 : Kiss the Sun Goodbye
- 2012 : Hellbound and Heartless
- 2016 : Ritual

### EP
- 2010 : Lost in the Shadows
- 2021 : The Awakening
- 2023 : BELLADONNA

### Singles
- 2010 : Immortal Love
- 2010 : Undead Heart
- 2012 : I Can't Breathe
- 2012 : Drug of Choice
- 2012 : Star of 666
- 2016 : Perfect Lie
- 2016 : Take Me to Church (Hozier cover)
- 2016 : Truth in You
- 2021 : Witch
- 2021 : Death of Me
- 2021 : The Hills (The Weeknd cover)
- 2022 : Tear Me Down
- 2023 : Cry Little Sister (Gerard McMahon cover) 34e place du Mainstream Rock Airplay[20]